# Zenkerella wintoni
Zenkerella wintoni належить до вимерлих видів гризунів родини Zenkerellidae. Він відомий з однієї нижньої щелепи з Сонгора, Кенія, датованої раннім міоценом.
Zenkarella wintoni разом зі своїм живим родичем мають високоякісну морфологію молярів, що характеризується спрощеним малюнком трилофодонта, який дуже відрізняється від морфології інших аномалуроїдів.